# Как правило — без правил!
Как правило — без правил! — мини-альбом российского рок-музыканта, телеведущего и пародиста Александра Пушного, который вышел на лейбле Navigator Records в 2017 году.

## Об альбоме
Презентация песен с мини-альбома состоялась в московском клубе Yotaspace 16 марта 2017 года.

## Список композиций
| №                   | Название                 | Текст песни                            | Музыка                                 | Длительность |
| ------------------- | ------------------------ | -------------------------------------- | -------------------------------------- | ------------ |
| 1.                  | «Хакну»                  | Александр Пушной                       | Александр Пушной                       | 2:21         |
| 2.                  | «Серо-жёлтая весна»      | Александр Пушной, Дмитрий Брейтенбихер | Александр Пушной, Дмитрий Брейтенбихер | 2:54         |
| 3.                  | «Дай мне вырастить тех…» | Александр Пушной, Дмитрий Брейтенбихер | Александр Пушной                       | 3:19         |
| 4.                  | «Бегемотьи ушки»         | Александр Пушной                       | Александр Пушной                       | 2:08         |
| 5.                  | «Как прекрасен и мил…»   | Александр Пушной                       | Михаил Жучков                          | 3:24         |
| 6.                  | «ПінокіЁ» (feat АПОТОМ)  | Кирилл Папакуль                        | Слава Простаков                        | 3:45         |
| Общая длительность: | Общая длительность:      | Общая длительность:                    | Общая длительность:                    | 18:51        |

## Участники записи
- Александр Пушной — лидер,- ритм и акустические гитары, основной вокал, все инструменты на треках 2-3, автор песен
- Александр Мельник — бас-гитара;
- Александр Муренко — ударные;
- Дмитрий Поэта — клавишные, бэк-вокал;
- Михаил Жучков — соло-гитара на треке 5;
- Кирилл Папакуль и  Виктория Айзентир -  основной вокал на треке 6